# Kenton (Delaware)
Kenton ist eine Town im Kent County im US-Bundesstaat Delaware. Das U.S. Census Bureau hat bei der Volkszählung 2020 eine Einwohnerzahl von 215 ermittelt.

## Geographie
Nach den Angaben des United States Census Bureaus hat die Stadt eine Fläche von 0,4 km², die ausschließlich aus Land besteht. Durch Kenton führen Delaware State Route 42 (als Commerce Street) und Delaware State Route 300 (als Main Street); beide Straßen kreuzen sich hier.

## Demographie
Zum Zeitpunkt des United States Census 2000 bewohnten Kenton 237 Personen. Die Bevölkerungsdichte betrug 538,3 Personen pro km². Es gab 87 Wohneinheiten, durchschnittlich 197,6 pro km². Die Bevölkerung Kentons bestand zu 94,51 % aus Weißen, 3,38 % Schwarzen oder African American, 0 % Native American, 0 % Asian, 0 % Pacific Islander, 1,27 % gaben an, anderen Rassen anzugehören und 0,84 % nannten zwei oder mehr Rassen. 4,64 % der Bevölkerung erklärten, Hispanos oder Latinos jeglicher Rasse zu sein.
Die Bewohner Kentons verteilten sich auf 83 Haushalte, von denen in 36,1 % Kinder unter 18 Jahren lebten. 59,0 % der Haushalte stellten Verheiratete, 9,6 % hatten einen weiblichen Haushaltsvorstand ohne Ehemann und 22,9 % bildeten keine Familien. 14,5 % der Haushalte bestanden aus Einzelpersonen und in 4,8 % aller Haushalte lebte jemand im Alter von 65 Jahren oder mehr alleine. Die durchschnittliche Haushaltsgröße betrug 2,86 und die durchschnittliche Familiengröße 3,11 Personen.
Die Bevölkerung verteilte sich auf 27,8 % Minderjährige, 9,3 % 18–24-Jährige, 30,4 % 25–44-Jährige, 24,9 % 45–64-Jährige und 7,6 % im Alter von 65 Jahren oder mehr. Das Durchschnittsalter betrug 36 Jahre. Auf jeweils 100 Frauen entfielen 94,3 Männer. Bei den über 18-Jährigen entfielen auf 100 Frauen 90,0 Männer.
Das mittlere Haushaltseinkommen in Kenton betrug 38.250 US-Dollar und das mittlere Familieneinkommen erreichte die Höhe von 38.000 US-Dollar. Das Durchschnittseinkommen der Männer betrug 32.143 US-Dollar, gegenüber 27.500 US-Dollar bei den Frauen. Das Pro-Kopf-Einkommen belief sich auf 15.539 US-Dollar. 15,4 % der Bevölkerung und 10,6 % der Familien hatten ein Einkommen unterhalb der Armutsgrenze, davon waren 19,7 % der Minderjährigen und 0 % der Altersgruppe 65 Jahre und mehr betroffen.